# Artemisia papposa
Artemisia papposa là một loài thực vật có hoa trong họ Cúc. Loài này được S.F.Blake & Cronquist mô tả khoa học đầu tiên năm 1950.